# Сасан
Сасан (средњоперсијски 𐭮𐭠𐭮𐭠𐭭 Сасан> персијски ساسان, такође познат као Сасан), који се у Персији сматра претком Сасанидске (или Сасанид) династије (владали 224-651), био је "велики ратник и ловац" и високи заратустријански свештеник у Парсу. Живео је у време негде близу пада Арсакидсог (Партског) царства почетком 3. века н.е.

## Сасанов идентитет

### Средњовековни извори
Постоји много мањих и различитих прича које се тичу Сасана и његовог односа према Ардаширу I, оснивачу Сасанидског царства. Историчар северног Ирана Табари помиње да се Сасан оженио принцезом породице Базарангида, вазалном династијом Парса, и да је Сасан деда Ардашира I, док је Папак назван оцем Ардашира I.
Према Пахлави књизи Карнамак-и Артакшир-и Папакан, Сасанова жена је била ћерка племића званог Папак. Брак је уредио Папак након што је чуо да Сасан у себи има "акхеменску (ахеменидску) крв". Њихов син је био Ардашир I. Сасан нестаје убрзо након што се Ардашир појављује у причи, а Папак је "сматран Ардашировим оцем". 
Према причама Фрје, ове приче о различитим односима Ардашира, Папака и Сасана имају заратустријанско објашњење. Сасан је заиста био Ардаширов отац и "нестаје" из приче након рођења Ардашира. Слично тренутним заратустријанским праксама, Папак је преузео одговорност за своју ћерку и њеног сина Ардашира након што Сасан "нестане" и касније је назван Ардашировим  оцем.
У натпису Кабе Зартошт Шапурa I Великог, четири именоване особе "Сасан, Папак, Ардашир, Шапур" имају различите наслове: Сасан је хаватав  или ксвадај  ("господар", обично дат суверени малих локалних кнежевина ), Папак као шах, Ардашир као шаханшах ("Краљ краљева Сасанидског царства") и Шапур као "краљ краљева Ирана и Анирана".

## Савремени извори
Међутим, према Тураџ Дарјаи, сасанидским изворима се не може веровати, јер су из краљевских сасанидских архива, који су сачињени на двору, по речима Дарјаиа, "да би се уклопили у поглед на свет касне Сасанидске државе". Дарјаи и неколико других научника наводе да је Сасан добио име по божанству које је било познато у многим деловима Азије, али не и у Фарсу, домовини Сасанида, што значи да је Сасан био странац у Ирану  који се доселио са запада или са истока и који се настанио у Фарсу, чији становници нису знали за ово божанство у које је веровао. Касније је Сасан успео да постане свештеник важног Анахидиног храма у Истахру, престоници Фарса. Према Бундахишну, који је, према Дарјаиу, сачињен независно, а не на сасанидском двору, Сасанова кћерка се касније удала за Папака и родила му Ардашира. Надаље, Бундахишн наводи да је Сасан био син извесног Вех-африда.

## Политика сасанидске породице
Политичка амбиција Сасана изазвана је невољама и слабостима последњих година Партског царства. Према Табарију, Папак је успео да учврсти своју моћ уз помоћ сопствених синова Шапура и Ардашира. Ово се сматра почетком династије Сасанида.
Чланови Сасанове породице постали су владари другог Персијског царства и владали су великим делом западне Азије (првим Персијским царством је владала династија Кира Великог). Тројица оснивача овог новог царства - тј. Папак и његова два сина - приказани су и споменути на зиду харема Ксеркса у Персеполису, месту остатка Ахеменида, што је репрезентација предложена као доказ тражења Ахеменидског наслеђе вероватно касније додата.
Сасан је познат по својим напорима и покушју да вратити заратустризам у царство. Чак је охрабрио Папака да преузме Партску сатрапију Парса.